# Okręg wyborczy Higham Ferrers
Okręg wyborczy Higham Ferrers powstał w 1558 r. i wysyłał do angielskiej, a następnie brytyjskiej, Izby Gmin jednego deputowanego. Okręg obejmował miasto Higham Ferrers w hrabstwie Northamptonshire. Został zlikwidowany w 1832 r.

## Deputowani do brytyjskiej Izby Gmin z okręgu Higham Ferrers

### Deputowani w latach 1558–1660
- 1559–1567: John Purvey
- 1571: Christopher Hatton
- 1591–1603: Henry Montagu
- 1604–1611: C. Pemberton
- 1620–1622: Charles Montagu of Boughton
- 1640–1642: Christopher Hatton
- 1645–1653: Edward Harby
- 1659: James Nutley
- 1659–1660: Edward Harby

### Deputowani w latach 1660–1832
- 1660–1661: Thomas Dacres
- 1661–1679: Lewis Palmer
- 1679–1685: Rice Rudd
- 1685–1689: Lewis Palmer
- 1689–1689: Rice Rudd
- 1689–1689: Lewis Watson
- 1689–1698: Thomas Andrew
- 1698–1702: Thomas Ekins
- 1702–1703: Thomas Pemberton
- 1703–1714: Thomas Watson Wentworth
- 1714–1722: Charles Leigh
- 1722–1724: Thomas Watson Wentworth
- 1724–1741: John Finch
- 1741–1741: Henry Finch
- 1741–1747: Henry Seymour Conway, wigowie
- 1747–1753: John Hill
- 1753–1768: John Yorke
- 1768–1790: Frederick Montagu
- 1790–1790: Frederick Ponsonby, wicehrabia Duncannon
- 1790–1793: John Lee
- 1793–1798: James Adair, wigowie
- 1798–1801: Stephen Thurston Adey, wigowie
- 1801–1807: Francis Ferrand Foljambe, wigowie
- 1807–1810: William Windham, wigowie
- 1810–1812: John Ponsonby, wicehrabia Duncannon, wigowie
- 1812–1822: William Plumer, wigowie
- 1822–1826: Constantine Phipps, wicehrabia Normanby, wigowie
- 1826–1830: Frederick Cavendish Ponsonby, wigowie
- 1830–1831: Henry Grey, wicehrabia Howick, wigowie
- 1831–1831: Charles Wentworth-FitzWilliam, wicehrabia Milton, wigowie
- 1831–1831: Charles Pepys, wigowie
- 1831–1832: John Ponsonby, wigowie